# Anton Heini
Anton Karl Heini (* 30. August 1930; † 1. Juli 2018) war ein Schweizer Jurist.

## Leben
Anton Karl Heini studierte Jura an der Universität Zürich und der Universität Fribourg, wo er im Jahr 1958 promovierte. 1962 erwarb er das Zürcher Rechtsanwaltspatent und wurde 1966 Partner des Büros Baker & McKenzie Zürich. 1979 wurde er zum Ordinarius des neu geschaffenen Lehrstuhls für Privatrecht und Internationales Privatrecht an der Universität Zürich gewählt.

## Schriften (Auswahl)
- Das Durchkonnossement. Freiburg im Üechtland 1957, OCLC 610744646.
- mit Wilhelm Kewenig: Die Anwendung wirtschaftlicher Zwangsmassnahmen im Völkerrecht und im internationalen Privatrecht. Mit Diskussion, with Engl. summaries of the reports. In Salzburg vom 1.–4. April 1981. Economic coercion in public and private international law. Heidelberg 1982, ISBN 3-8114-0582-9.
- Das schweizerische Vereinsrecht. Basel 1988, ISBN 3-7190-1024-4.
- mit Wolfgang Portmann: Grundriss des Vereinsrechts. Aufgrund des 2005 erschienenen Werks Das Schweizerische Vereinsrecht. Basel 2009, ISBN 978-3-7190-2610-3.